# كلية الآداب والفنون والإنسانيات بمنوبة
كلية الآداب والفنون والإنسانيات (كلية الآداب والعلوم الإنسانية بمنوبة سابقا) هي إحدى المؤسسات التابعة إلى جامعة منوبة بالضاحية الغربية لتونس العاصمة. كانت في البداية فرعا تابعا لكلية 9 أفريل حيث كانت تدرس مختلف الاختصاصات ما عدا اللغة والحضارة الأنقليزية. واستمر ذلك الوضع طيلة السنتين 1981-1982 و1982-1983. وفي السنوات الثلاث الموالية، أصبحت تقتصر على المرحلة الأولى في حين خصص المقر الكائن بشارع 9 أفريل بتونس إلى طلبة المرحلتين الثانية والثالثة وفي عام 1986 استقلت الكليتان عن بعضهما وطبقا للقانون المؤرخ في 1 سبتمبر 1986 بعثت كلية الآداب بمنوبة.

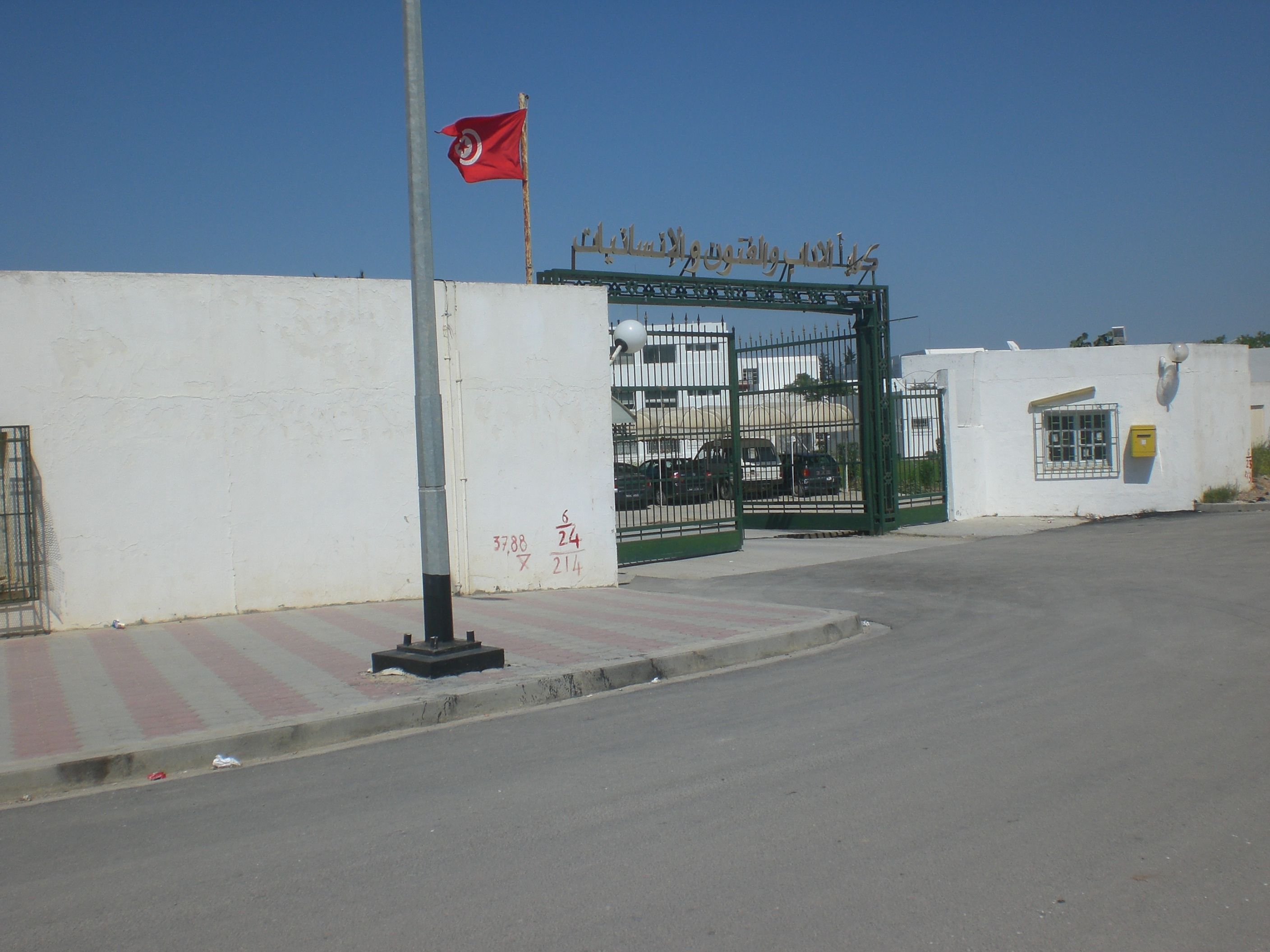
مدخل كلية الآداب والفنون والإنسانيات بمنوبة

## الاختصاصات
تدرس بكلية الآداب بمنوبة الاختصاصات التالية: العربية والفرنسية والأنقليزية والألمانية والإيطالية والإسبانية. بالإضافة إلى التاريخ والجغرافيا والحفاظ على التراث ودراسة الآثار. وقد تم اعتماد نظام أمد (الإجازة/الماجستير/الدكتوراه) بدءا من السنة الجامعية 2006 -2007 إضافة إلى المراحل التحضيرية في اللغات والحضارات العربية والفرنسية والإنجليزية التي تهتم باجراء امتحان دخول دار المعلمين العليا في آخر السنة الثانية من المرحلة التحضرية.

## البحث
تضم كلية الآداب بمنوبة 21 وحدة بحث في مختلف الاختصاصات: 7 في اللغة والحضارة العربية، 6 في التاريخ، 4 في اللغة الفرنسية، 2 في الأنقليزية، 1 في الإسبانية بالإضافة إلى مخبر حول: المناطق التونسية ومصادر التراث: مقاربة متعددة الاختصاصات.
و قد خرج من هذه الكلية عدة وجوه بارزة في المجتمع لعل أشهرهم مديرة المكتبة الوطنية حاليا الدكتورة ألفة يوسف التي حازت على دكتوراه دولة بأطروحة بعنوان «تعدد المعنى في القرآن الكريم» وكذلك المفكرة والناشطة في الحركة النسوية الدكتورة رجاء بن سلامة. أيضا الدكتورة ورئيسة قسم الإنجليزية حاليا (2018-2021) لبنى بن سالم والتي قدمت أطروحتها حول «الشعر النسوي في الفترة ما بعد الإستعمار وتأثيره في الأدب الإنقليزي» في جامعة فيرجينيا الأمريكية.

## أرقام
تعتبر كلية الآداب أهم مؤسسة جامعية تابعة لجامعة منوبة، إذ بلغ عدد طلبتها خلال العام الدراسي 2007 - 2008: 8228 من بينهم 6073 طالبة. أي حوالي ثلث طلبة جامعة منوبة الذين بلغ عددهم خلال تلك السنة: 26006 من بينهم 16860 طالبة.

## وصلة خارجية
- موقع كلية الآداب والفنون والإنسانيات بمنوبة.